# 南非議會大廈
議會大廈，又稱開普敦議會大廈、南非議會大廈，是南非議會駐地，位於南非西開普省開普敦。該建築由三個主要部分組成：1884年完工的原有建築、分別在1920年代，以及1980年代建造的新增建築。新增建築設有國民議會（南非下議院），至於原有建築則設有全國省務會（南非上議院）。
議會大廈最初採用新古典主義風格融合開普荷蘭式建築的設計，之後的擴建部分的設計與原有建築相同。南非遺產資源局已將議會大廈列為國家遺產，並賦予其一級國家遺產地位（遺產資源局設定的最高等級）。
2022年1月2日，議會大廈发生火灾，令楼宇严重受损。

## 歷史

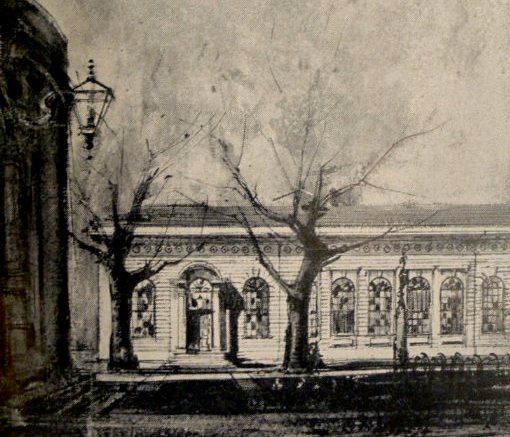
共濟會小屋是第一屆開普敦議會的舉辦地。

1853年，維多利亞女王准許開普殖民地設立議會。首次會議在殖民地總督的官邸——泰因海斯舉行，其後改為在好望角的共濟會小屋舉行，這座建築由南非共濟會使用（被稱為de Goede Hoop）。當時的上議院設於舊最高法院大廈內，該大廈原本是荷蘭東印度公司統治時建造的奴隸小屋。

## 新的議會大廈

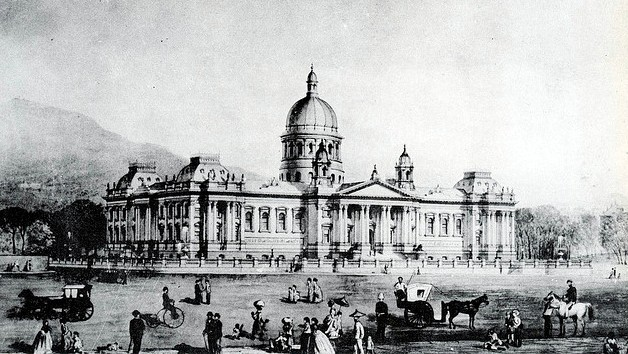
弗里曼最初提出的新議會設計。

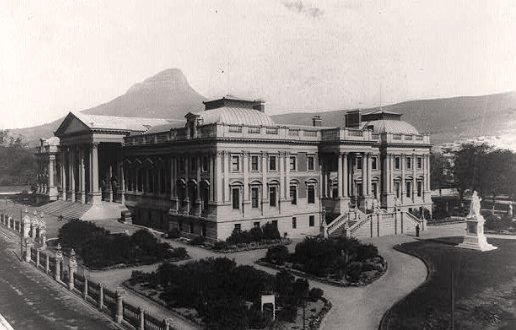
最終建造的議會大廈（沒有雕像、圓頂及噴泉）。

國會議員們注意到，共濟會的小屋建築並不起眼，而且沒有受到任何尊重。
出於財政上的考慮，時任總理約翰·查爾斯·莫爾特諾反對興建新的議會大廈，但他依然成立了委員會來接收新議會大廈的設計。委員會選擇了由建築師查爾斯·弗里曼所提出的設計，並於1875年5月12日開始施工，時任開普殖民地總督亨利·巴克利為工程奠定了基石。
然而，弗里曼的設計很快就被發現有錯誤。地下水的存在加劇了這個錯誤；再者，經重新計算後，實際成本將是政府最初估算的開支的幾倍。弗里曼因為其設計有誤而遭解僱，亨利·格里夫斯於1876年獲任命為建築師。格里夫斯將弗里曼的設計作出更動，將一些不必要且昂貴的裝飾，例如中央圓頂、雕像、護欄及噴泉等除去。
建築物重新開工，但隨後又因為1878年英國發動推翻開普政府的聯邦戰爭，以及建築公司於1883年破產而一再推遲。不過，格里夫斯仍堅持完成了這項工作，這座龐大、莊嚴但相對樸素的建築最終在1884年建成。
大廈的開幕式由開普殖民地總理托馬斯·查爾斯·斯坎倫及總督亨利·羅賓遜主持，並同時宣佈成為立法機關的所在地。

## 後來的擴建

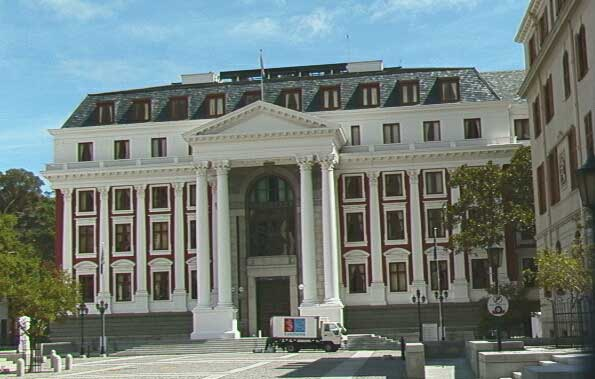
目前國民議會使用的建築物於1980年代建造。

1920年代，議會委託赫伯特·貝克爵士建造擴建工程，當中包括為眾議院新建一個會議廳。至於舊會議廳則成為由南非鐵路與港口餐飲部門管理的議會餐廳。1980年代，彼得·威廉·波塔提議新的三院制憲法，取代了原來的1910年憲法。議會獲進一步擴建，為白人、有色人及印度人提供各自的議會大廈。憲法的改變使權力中心從舊建築物轉移到新建築物上。

## 2022年1月火災
2022年1月2日上午，議會大厦三樓辦公室發生火災，並蔓延到大楼内的國民議會和全國省務會设施。最初有超過35名消防員到场灭火。直至当地时间中午時分，消防人員仍在努力控制火勢。建築物遭到嚴重破壞。據報導，自動噴水滅火系統由于被关闭未能正常工作，保安人員也沒有值班。南非警方證實已拘捕一名49歲男子，他随后被控告纵火、入屋犯法和违反《基建保护法》，并于1月4日出庭应讯。